# 珠海国际会展中心
珠海国际会展中心是一座位于中国广东省珠海市的国际化会展中心，位于湾仔南湾南路。珠海国际会展中心占地面积26.9万平方米，一期总建筑面积约70万平方米。该建筑建于2010年6月，由珠海华发股份投资建设。2014年建成，同年10月正式运营。

## 相册

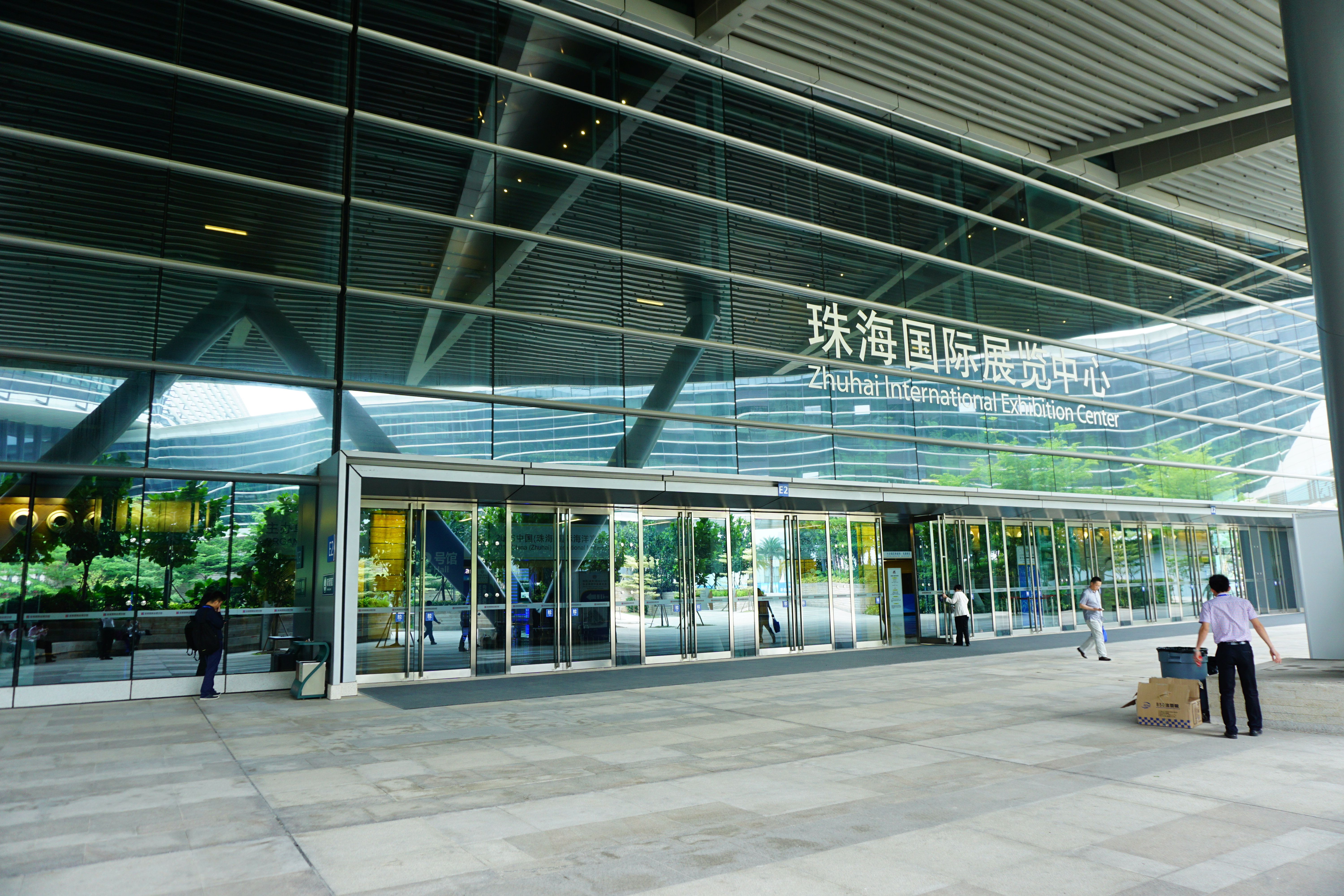
珠海国际会展中心
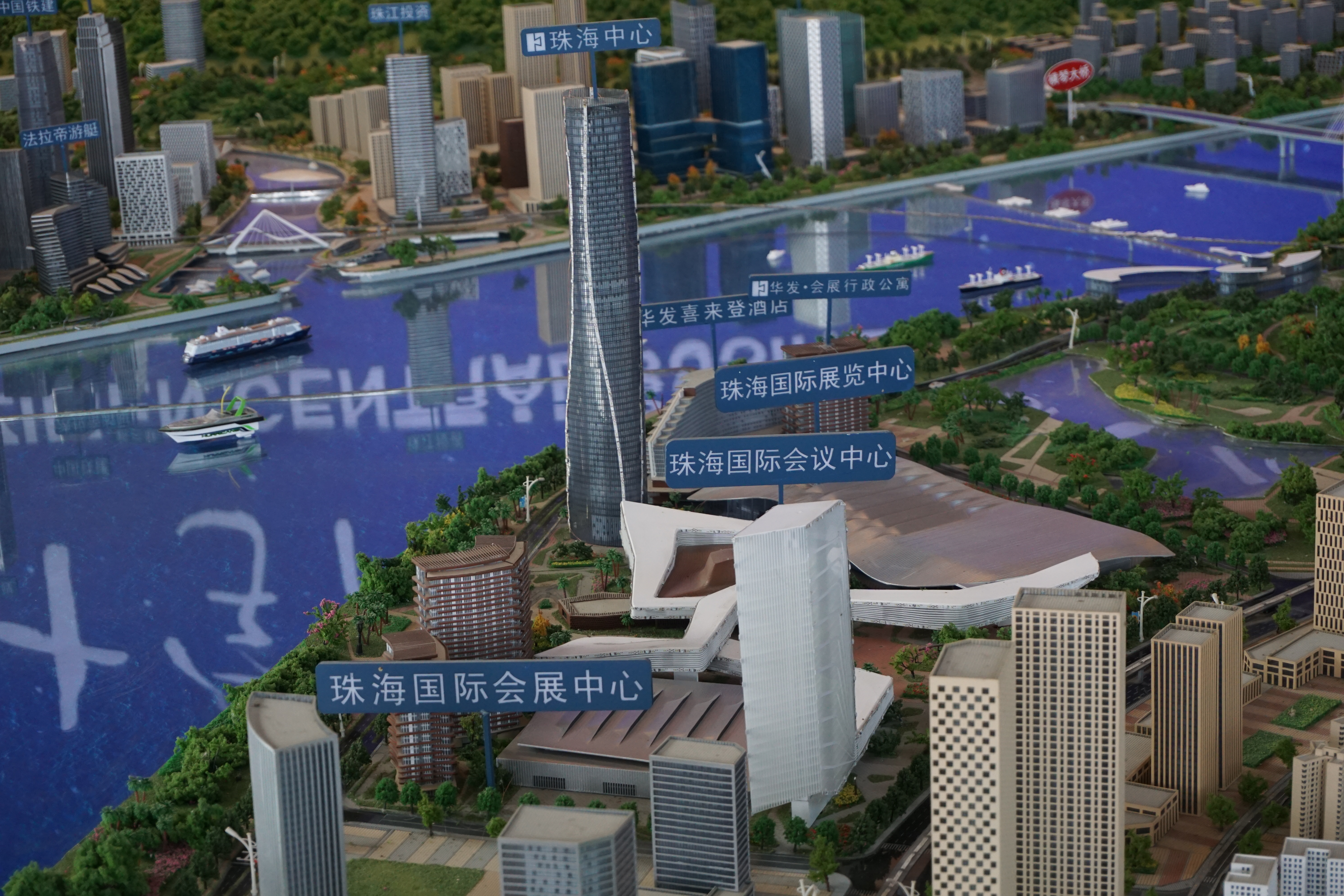
珠海会展中心沙盘
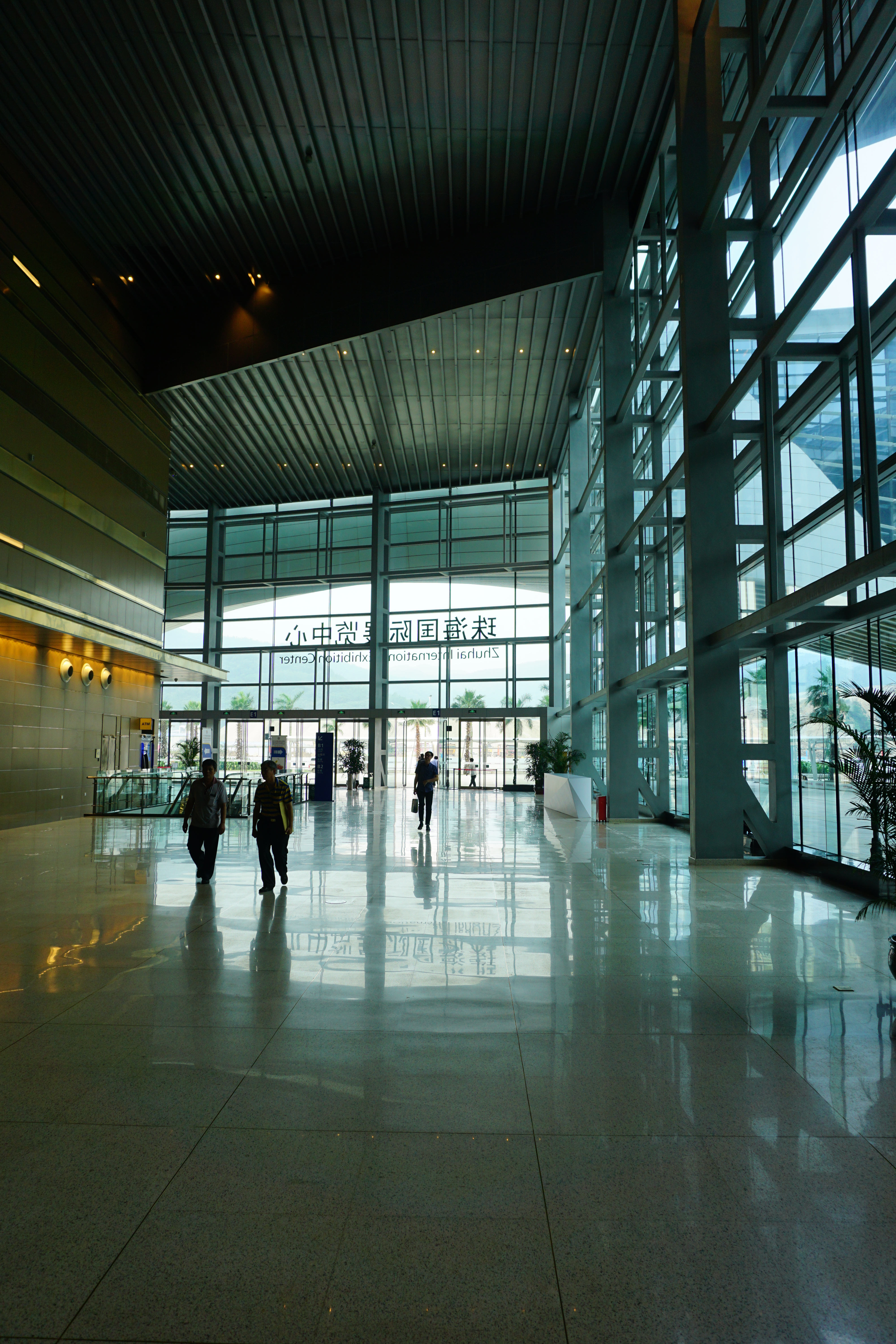
珠海会展中心内景
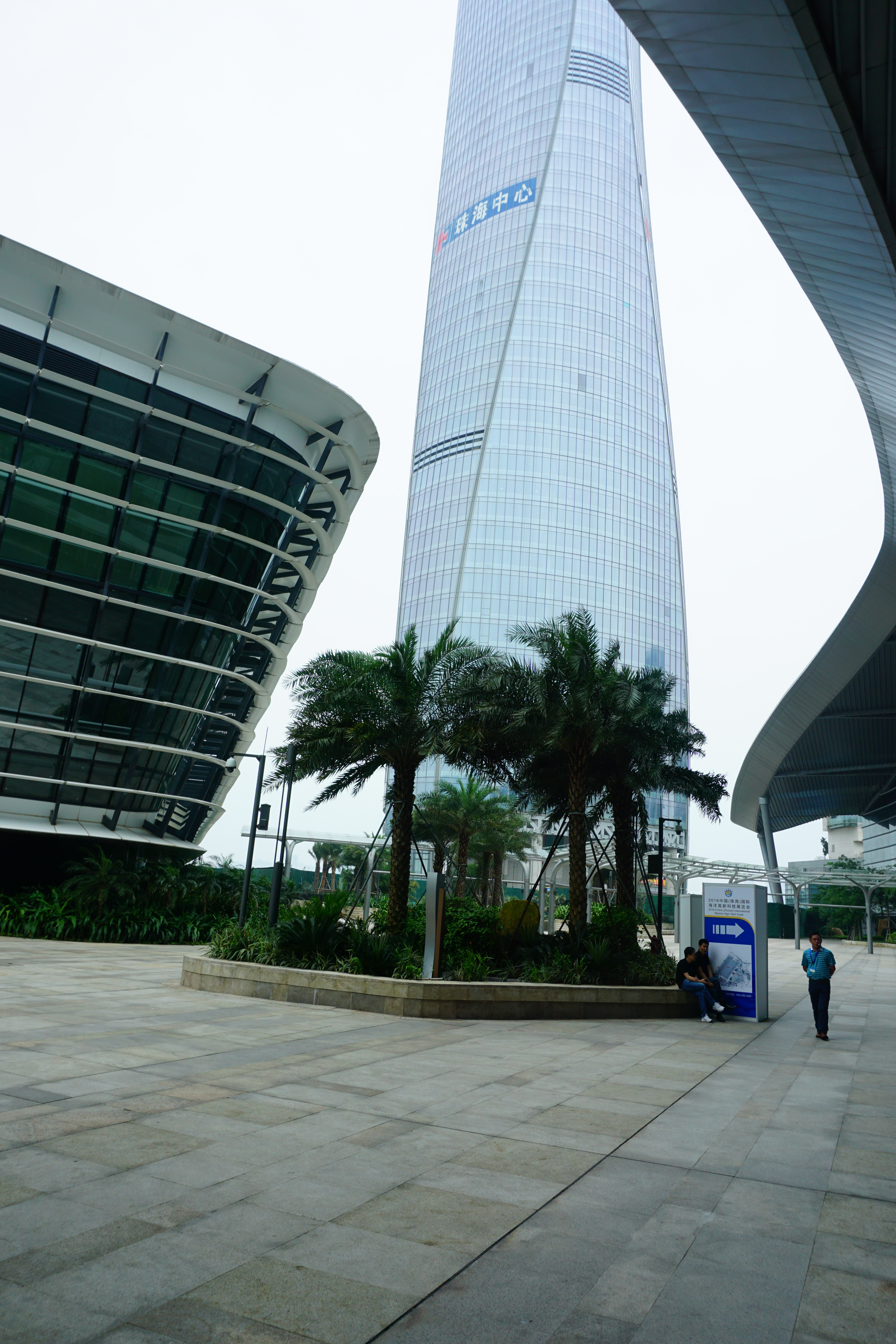
珠海会展中心一角

## 举办展会
- 2014珠海国际汽车展览会[3]
- 2014珠海折扣商品购物节
- 2014中国（珠海）国际游艇展